# Trivium
Trivium je heavy metal sastav iz Orlanda na Floridi, SAD. Poznati su po svojoj stilskoj mješavini heavy metala, metalcorea, thrash metala i melodičnog death metala. Do sada su prodali više od milijun albuma diljem svijeta.

## Povijest
Sastav je formiran 2000. godine. U svojoj srednjoj školi, pjevač i ritam gitarist sastava, Matt Heafy je na talent šou otpjevao Metallicin "No Leaf Clover" i tadašnji pjevač sastava Brad Lewter ga je pitao da se pridruži sastavu. Nakon par koncerta u mjesnim barovima, Brad lewter izlazi iz sastava i Matt postaje glavni pjevač sastava.
Godine 2003., Trivium rade na prvom demou visoke kvalitete i šalju ga u Njemačku u diskografsku kuću Lifeforce. Diskografska kuća je dogovorila snimanje prvog albuma i u 2004. godini u sastav dolaze gitarist Corey Beaulieu, te basist Paolo Gregoletto.

## Albumi

### Ember To Inferno (2000. – 2004.)
Prvi album sastava pod nazivom Ember To Inferno, je izdan 2003. godine. Izdala ga je diskografska kuća Lifeforce. Album je mješavina melodičnog death metala, thrash metala i metalcorea. Frontmen i gitarist Matt Heafy je imao samo 17 godina kad je snimio ovaj album.
Teme ovog albuma su zlo, tiranija, opsesija i sloboda.

### Ascendancy (2005.)
Drugi album sastava nazvan Ascendancy, izlazi 2005. godine. Sastav je prije izlaska albuma potpisao ugovor s poznatom metal diskografskom kućom Roadrunner Records. Ovo je ujedinio i prvi album s gitaristom Corey Beaulieum i Paolo Gregolettom. Sastav nastavlja s metalcore žanrom i na ovom albumu. Album je dao singlove "Pull Harder On The Strings Of Your Martyr", "Like Light To The Flies", "A Gunshot To The Head Of Trepidation i "Dying In Your Arms". Sastav je 2005. godine za ovaj album dobio nagradu za album godine od poznatog časopisa Kerrang.

### The Crusade (2006. – 2007.)
Treći studijski album sastava, The Crusade izlazi 2006. godine. Po brojnim kritikama, ovaj album je obilježio zaokret od prošlog albuma, jer je ovaj album thrash metal žanra, samo s čistim vokalima, bez metalcore pjevanja. Fanovi ovaj album smatraju najlošijim albumom sastava, iako je pjesma "Anthem (We Are The Fire)" popularna u live izvedbama. Ta pjesma se nalazila i u igri Burnout Revenge, Sleeping Dogs te Saints Row II.

### Shogun (2008. – 2010.)
Shogun je četvrti po redu studijski album sastava Trivium. Izlazi 2008. godine. Na ovom albumu se vraćaju svojem metalcore žanru, ali ovaj put mješaju metalcore i thrash metal. Ovaj album se smatra najtehničkijim i najboljim albumom sastava. Singlovi "Kirisute Gomen", "Into The Mouth Of Hell We March", "Down From The Sky", te "Throes Of Perdition" su bili vrlo uspješni za sastav. Teme ovog albuma su japanska i grčka mitologija. Na ovom albumu zbog nesuglasica odlazi bubnjar Travis Smith.

### In Waves (2011. – 2012.)
Peti po redu studijski album sastava Trivium, naziva In Waves izlazi 2011. godine. Na ovom albumu im se pridružuje mladi bubnjar Nick Augusto, kao zamjena za Travisa Smitha. Sastav se na ovom albumu vraća svojim korijenima i više zvuči kao Ascendancy, nego kao The Crusade. Singlovi s ovog albuma su "In Waves", "Built To Fall", "Black" te "Watch the World Burn". Sastav je 2012. godine nastupio na godišnjim Revolver Golden Gods nagradama kao glavni izvođač večeri.

### Vengeance Falls (2013. – 2014.)
Sastav Trivium objavljuje svoj šesti studijski album naziva Vengeance Falls, 2013. godine. Producent albuma je David Draiman, pjevač heavy metal sastava Disturbed. Ovaj album ide više prema klasičnom heavy metal zvuku, bez previše metalcore vokala. Singlovi ovog albuma su "Strife", "Through Blood And Dirt And Bone" te "Villiany Thrives". U razdoblju turneje ovog albuma odlazi bubnjar Nick Augusto i zamjenjuje Mat Madiro.

### Silence in the Snow (2015. – 2016. )
U jeseni 2014. godine, guitarist Corey Beaulieu je izjavio da će sastav tijekom 2015. godine raditi na sedmom albumu i da bi album trebao izaći iste godine.
30. srpnja 2015. objavljuju video na svojoj službenoj stranici za pjesmu "Silence in the Snow', s istoimenog albuma koji izlazi 2. listopada 2015. Tijekom turneje ovog albuma, Trivium ponovno zamjenjuju bubnjara i u sastav dolazi Paul Wandtke.  

### The Sin and the Sentence (2017. – 2019. )
Početkom 2017. iz benda odlazi Paul Wandtke kojeg na bubnjevima zamjenjuje Alex Bent. U kolovozu 2017. izlazi pjesma "The Sin and the Sentence" s predstojećeg albuma istog imena. Nekoliko tjedana kasnije, bend zatim izbacuje drugi singl "The Heart From Your Hate" i objavljuje detalje albuma koji će izaći 20. listopada 2017.

### What the Dead Men Say (2020.)
Krajem veljače 2020. bend izbacuje pjesmu "Catastrophist" kao prvi singl s nadolazećeg albuma What the Dead Men Say, koji izlazi 24. travnja 2020.

### In the Court of the Dragon (2021.)
Početkom srpnja 2021. bend objavljuje pjesmu i glazbeni video "In the Court of the Dragon", prvi singl za nadolazeći istoimeni album. Bend izbacuje još dva singla ("Feast of Fire" i "The Phalanx") do 8. listopada, kada objavljuje cijeli album. Album je dobio pozitivne kritike, te ga mnogi smatraju najboljim Trivium albumom izdanim nakon Shoguna.

## Stil glazbe
Trivium je okarakteriziran kao heavy metal, thrash metal, metalcore, melodični death metal, te progresivni metal i groove metal. Sastav je tijekom godina dosta mijenjao zvuk, od melodičnog death metala poput In Flamesa do thrash metal zvuka kao Metallica. Poznati su i po korištenju gitara sa 7 žica na trećem i četvrtom studijskom albumu. Sastav koristi melodično pjevanje i growl vokale, izuzevši The Crusade i Vengeance Falls u kojima preteži melodično pjevanje.
Liričke teme ovog sastava su život, smrt, dobro, zlo, patnja i mitologija. Na albumu The Crusade govore o poznatim ubojstvima iz 20. stoljeća, dok na albumu Shogun govore o grčkoj i japanskoj mitologiji
Sastavi koji su utjecali na Trivium su Metallica, Pantera, Megadeth, Slayer, Anthrax, In Flames, Children of Bodom, Dream Theater, Korn, Slipknot, Machine Head, Arch Enemy, Death, Judas Priest, Black Sabbath, Opeth te brojni drugi heavy metal i hard rock izvođači.